# Albert Moeschinger
Albert Moeschinger (* 10. Januar 1897 in Basel; † 25. September 1985 in Thun) war ein Schweizer Komponist.

## Leben und Wirken
Albert Moeschinger war Sohn eines Kaufmanns. Er absolvierte seine musikalischen Studien in Bern, Leipzig (Komposition bei Paul Graener, Klavier bei Robert Teichmüller) und München (Komposition bei Walter Courvoisier). Nach mehreren Saisons als Ensemblepianist in Caféhäusern liess sich Moeschinger in Bern nieder. Dort unterrichtete er als Klavier- und Theorielehrer privat, ab 1937 auch am Konservatorium, und nahm seine kompositorische Tätigkeit erneut auf.
1943 bewogen ihn gesundheitliche Schwierigkeiten, sich im Walliser Bergdorf Saas Fee niederzulassen. Seit dieser Zeit widmete er sich ausschliesslich der Komposition. Die Lektüre von Thomas Manns Musikerroman Doktor Faustus und der anschliessende Briefwechsel mit dem Schriftsteller 1948 regten ihn zur Einbindung der Zwölftontechnik in sein Schaffen an. Nach 1956 lebte Moeschinger hauptsächlich in Ascona. Seinen Lebensabend verbrachte er in Thun, wo er am 25. September 1985 verstarb.
Moeschingers Œuvre, welches alle Gattungen ausser der Oper berücksichtigt, umfasst über 400 Titel. Folgende Ehrungen wurden ihm zuteil: 1952 der Kunstpreis der Stadt Basel, 1957 der Kompositionspreis des Schweizerischen Tonkünstlervereins und 1981 der Musikpreis des Kantons Bern. Sein Nachlass befindet sich in der Universitätsbibliothek Basel.
Im Gesangbuch der Evangelisch-reformierten Kirchen der deutschsprachigen Schweiz (RG) finden sich folgende Melodien Moeschingers: zu 215 Herr wir warten arm und hungrig (gleiche Melodie auch bei 318 Seht, das Brot, das wir hier teilen  und 553 Herr der Stunden, Herr der Tage), zu 717 Herr, du weisst, wie arm wir wandern und zu 256 Es ist ein Wort ergangen.

## Werke (Auswahl)
- Vokalwerke:
  - Der Herbst des Einsamen (ein Gedenkmal für Georg Trakl) für Frauenchor a cappella
  - Miracles de l’enfance für Mezzosopran und kleines Orchester
  - Dialogue für Tenor, Bariton und Orchester
  - Le Chansonnier pour Mariette für Singstimme und Klavier

- Klavierwerke:
  - 9 kleine Klavierstücke
  - D’un cahier valaisan
  - 3 Toccaten

- Kammermusik:
  - Klaviertrio
  - Quintett über Schweizerische Volkslieder für Flöte, Oboe, Klarinette, Horn und Fagott
  - Quatuor anthérin für Saxophonquartett
  - Consort for strings

- Konzertante Werke:
  - 5 Klavierkonzerte
  - Violinkonzert
  - Trompetenkonzert
  - Concert pour une ballerine, saxophone et orchestre

- Orchesterwerke:
  - 5 Sinfonien
  - Extra muros für Holz- und Blechbläser, Harfe, Klavier, Celesta, Vibraphon und Schlagzeug
  - Fantasia 1944, für Streichorchester
  - Erratique für Grosses Orchester
  - On ne traverse pas la nuit für Grosses Orchester